# Metopius unifenestratus
Metopius unifenestratus är en stekelart som beskrevs av Morley 1912. Metopius unifenestratus ingår i släktet Metopius och familjen brokparasitsteklar. Inga underarter finns listade i Catalogue of Life.